# Fast & Furious 5
Fast & Furious 5 (även känt som  Fast Five och Fast & Furious 5: Rio Heist) är en amerikansk actionfilm från 2011, regisserad av Justin Lin och skriven av Chris Morgan. Detta är den femte delen i filmserien The Fast and the Furious. Filmens stjärnor är Vin Diesel, Paul Walker, Jordana Brewster och Dwayne Johnson.

## Rollista

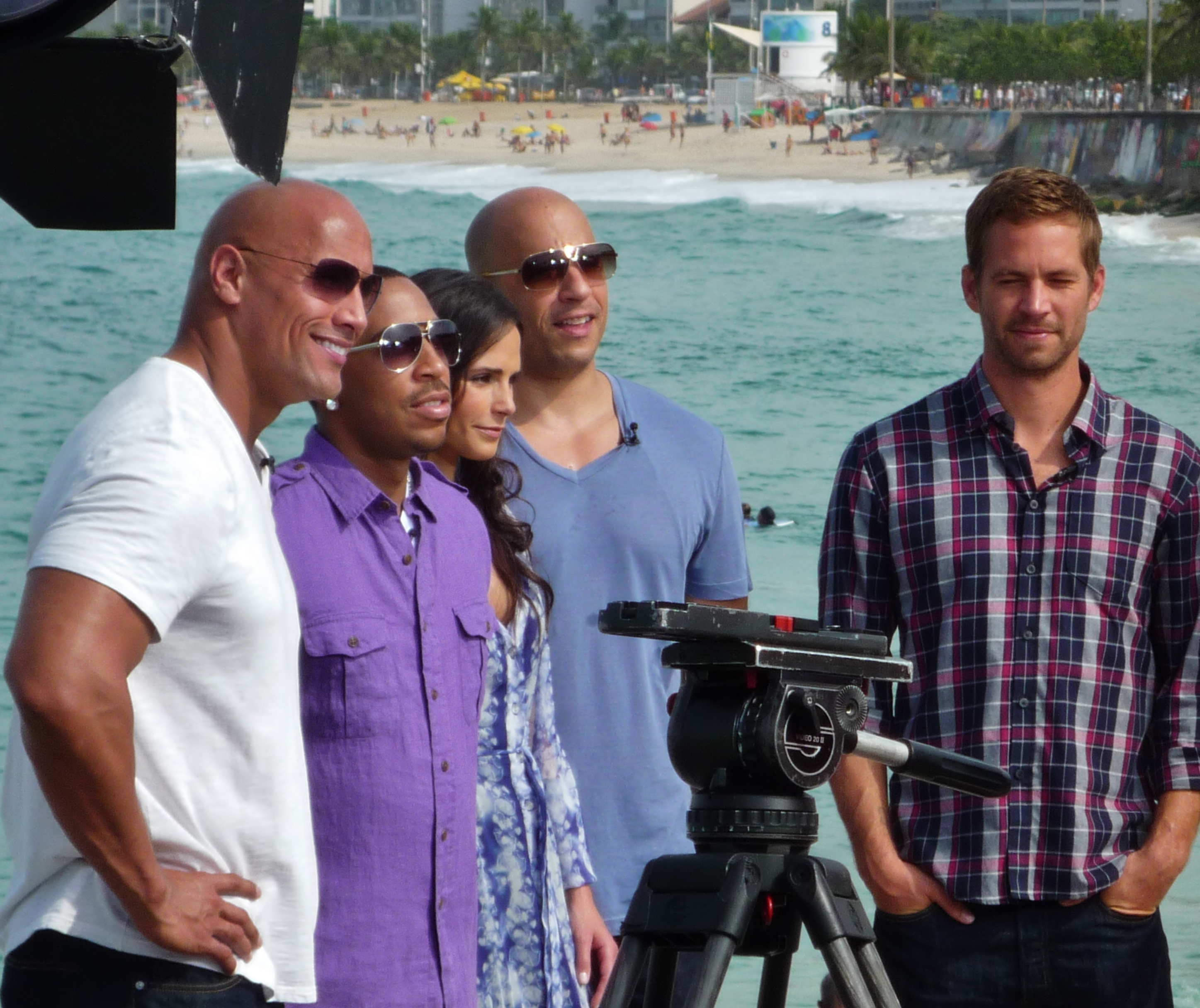
Skådespelarna av Fast Five (Paul Walker, Vin Diesel, Jordana Brewster, Ludacris och Dwayne Johnson).

| Vin Diesel         | – Dominic "Dom" Toretto |
| Paul Walker        | – Brian O'Conner        |
| Dwayne Johnson     | – Luke Hobbs            |
| Jordana Brewster   | – Mia Toretto           |
| Tyrese Gibson      | – Roman Pearce          |
| Ludacris           | – Tej Parker            |
| Matt Schulze       | – Vince                 |
| Sung Kang          | – Han Seoul-Oh          |
| Gal Gadot          | – Gisele Yashar         |
| Joaquim de Almeida | – Hernan Reyes          |
| Elsa Pataky        | – Elena Neves           |
| Tego Calderón      | – Leo                   |
| Don Omar           | – Rico                  |
| Michelle Rodríguez | – Letty Ortiz           |
| Eva Mendes         | – Monica Fuentes        |